# Vladimir Cupara
Vladimir Cupara (født 19. februar 1994) er en serbisk håndboldspiller, som spiller i Vive Kielce og for Serbiens herrehåndboldlandshold.